# Cypress Hills (Canada)

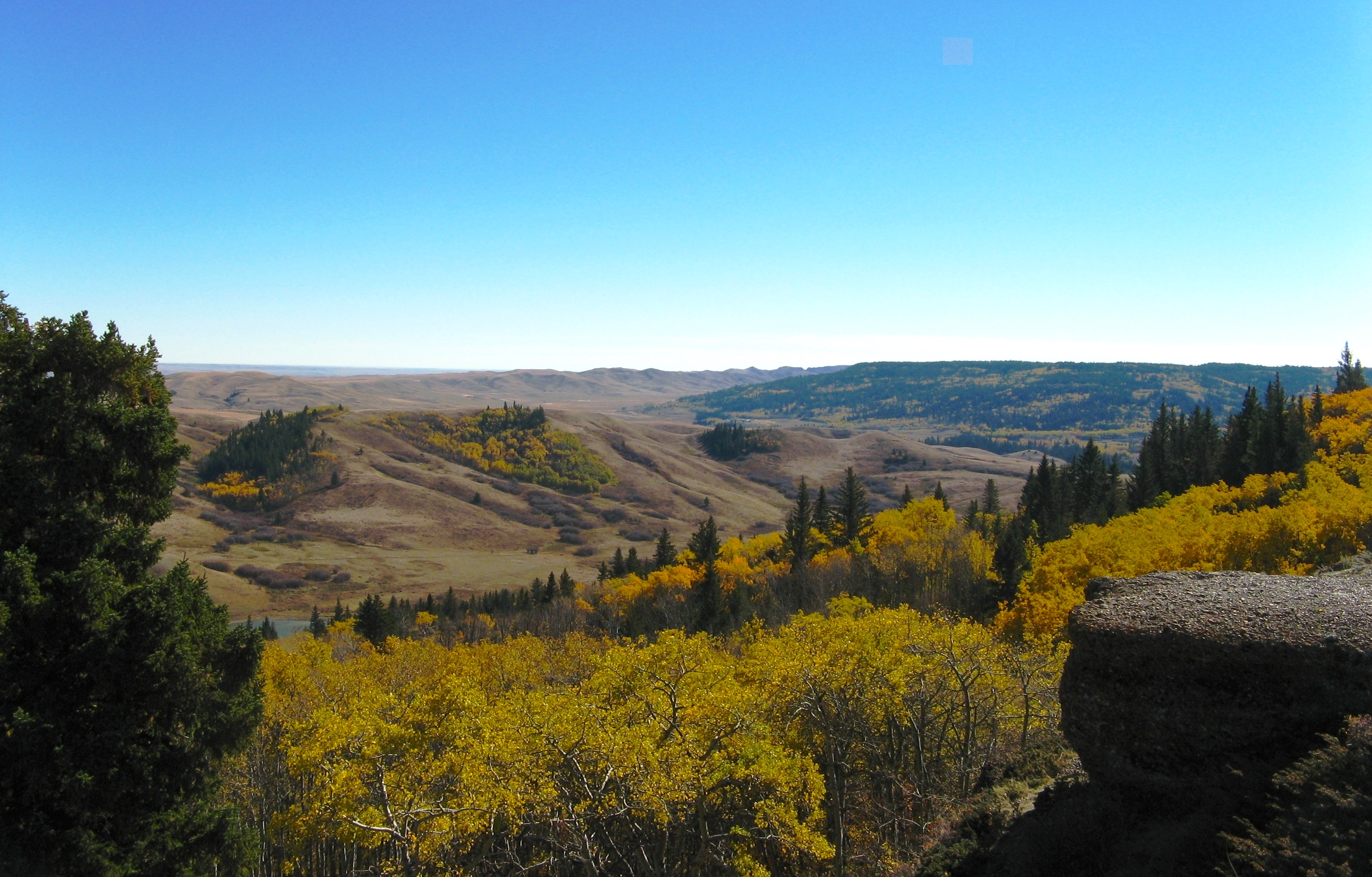
Landschap in de Cypress Hills

De Cypress Hills vormen een heuvellandschap in de grensstreek van de Canadese provincies Alberta en Saskatchewan. De Cypress Hills meten ongeveer 238 km in oost-west richting en zo'n 128 km van noord naar zuid. Het hoogste punt bevindt zich op 1.468 meter boven de zeespiegel.
De met graslanden en bossen bedekte heuvels waren een belangrijke verzamelplaats voor diverse indianenstammen uit de wijde omgeving. Een treffen in de Cypress Hills in 1873 tussen Amerikaanse en Canadese wolvenjagers en Métis enerzijds en een groep Nakoda-indianen anderzijds vormde de aanleiding tot het oprichten van de North West Mounted Police, de huidige Mounties.